# 庞汉桢
庞汉桢（1899年—1937年10月23日），又作庞汉祯，字胤宗，乳名乃绩，出生于广西省靖西县果乐乡一个小官僚家庭。壮族人，桂系将领。
早年毕业于广西陆军讲武堂及中央军校南宁分校高级班，抗张时期任国民革命军第7军第21集团军第170师第510旅少将旅长。1937年10月23日下午3时，在淞沪会战陈家桥战斗中被日军火炮击中牺牲，时年38岁，后追授陆军中将。

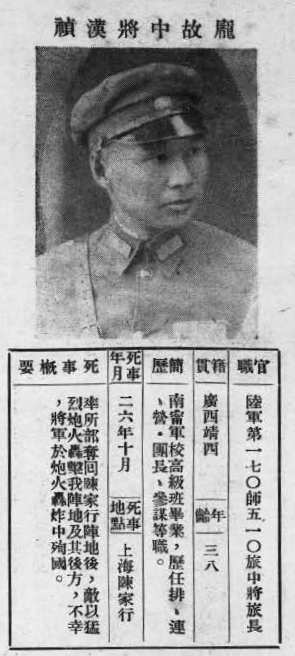
《抗戰軍人忠烈錄》（第一輯）中的龐漢禎烈士遺像

## 早年
庞汉桢行伍出身，1914年入广西陆军陈炳焜第1师，后升任马济部武卫军、广东陆军第1军排长、连长。
1920年12月考入广西陆军讲武堂第二期步兵科学习，升任桂系军队中升任营长、团长。
1926年，随李宗仁、白崇禧北伐，任国军第五独立团上校团长。南京龙潭一役，其率千余士兵大败孙传芳，俘敌多达万人。
1930年10月出任广西第10民团区（靖西区）少将指挥官，次年9月进入中央军事政治学校第一分校高级班第五期学习。
1936年9月任国军第19师第2旅少将旅长。

## 抗战
1937年7月， 国军第19师改编为第170师（师长徐启明），庞汉桢所在的第2旅改编为第510旅，并开赴上海战场。
10月18日，庞旅编入第一路攻击军，反击蕰藻浜一带的日军。
10月19日晚间，庞汉桢率部接替被因日军炮击而损失惨重第517旅防务，担任“谈家头”至“陈家行”一线的守备任务。次日反击战开始，战果寥寥，反遭日军优势兵力围攻。
22日，陈家行阵地失守。22日夜晚，庞汉桢率预备队由战头桥反击，夺回陈家行阵地。日军在得到增援后，23日再次攻击陈家行阵地。庞部坚守不退，并亲自上阵指挥。是日下午， 庞汉桢将军被日军炸弹击中殉国，时年38岁。。

## 紀念
庞汉桢殉国后，国民政府追授庞汉桢为陆军中将, 入祀县忠烈祠。其好友，桂林民团指挥官陈恩元，与其部属一起为庞汉桢做衣冠冢于桂林城郊。
1985年12月16日，广西壮族自治区政府追认其为革命烈士。
1986年2月6日，中华人民共和国民政部追认庞汉桢为革命烈士并补发《革命烈士证明书》。
2014年9月1日，庞汉桢被列入中华人民共和国民政部公布的第一批300名著名抗日英烈和英雄群体名录。